# ポーゲンポール
ポーゲンポール（Poggenpohl）は、ドイツのキッチンメーカーである。ドイツのノルトライン＝ヴェストファーレン州の東部ヴェストファーレン地方にあるヘルフォルトに拠点を置く、もっとも古くからあるドイツの家具ブランド。スウェーデンのキッチン企業グループ・ノビアグループ傘下。
世界でも最高級のキッチンとして認められ、世界70ヶ国に輸出している。本国ドイツでは、経済誌『de:Wirtschaftswoche』にて、2年毎に発表されるブランドランキング30では、ランゲ・アンド・ゾーネやミューレ・グラスヒュッテ､マイバッハ、ポルシェなどとともに、常にトップ10内にランキングされるブランドである。

## 歴史
- 1892年- 家具工:フレデミール・ポーゲンポールが、ビーレフェルトに家具店併設の工房を設立したことにより、創業。
- 1897年- 隣接するヘアフォードに移転。
- 1928年- ドイツ工作連盟やバウハウスに影響を受け、キッチンファニチャーの開発に着手、機能性を探求し、それぞれのキャビネットが連結した新しいキッチンファニチャーを発表する。後のシステムキッチンの原型となるモデルとなる。
- 1930年- ポーゲンポールの10層塗装研磨技術は、「高い塗装技術」というブランドの礎石を作り上げ、その名声は、ドイツを越えて広まった。
- 1950年- ケルン国際家具見本市にて、最初のシステムキッチン『FORM1000』を発表。50年代の終わりごろには、近隣ヨーロッパ諸国への輸出を開始する。
- 1962年- ケルン国際家具見本市にて、『FORM2000』を発表。　キッチンでの労働を人間工学と労働生理学に基づいて分析し、ポーゲンポールの基礎となるモジュールを完成させた。このモジュールは、変更することなく現在のモデルにも応用されており、非常に完成度の高いものであった。（※2011年現在、当時のキャビネットに現在のキャビネットを追加して使用することも可能。）
- 2000年-『ノビアグループ』傘下に。（※キッチンの生産はドイツ・ヘアフォードでのみ行っている。）

ケルン国際家具見本市にて、アルミニウムでできた先進的なデザインの『AL888』と　『+SEGMENT』と呼ばれる新しいシリーズを発表。
- 2004年- ミラノサローネ・「サローネ国際キッチン見本市」にて、『+INTEGRATION』を発表。キッチンとリビングの境界線をなくしたユニットデザイン、ユニットを壁の中に埋め込む技術とアイデアで建築とインテリアが融合し始めた進化系キッチンである。
- 2005年- ホルヘ・ペンシ デザインによる新シリーズ　『+MODO』　を発表。
- 2008年- ケルン国際家具見本市において、新シリーズ『P'7340』を発表。ポルシェデザインのコラボレートによって、「男のためのキッチン」というコンセプトで開発。通常のシリーズとは、異なったユニットやモジュールによってあえてキッチンらしさを抑えた、新たなステージへと進化したシリーズ。
- 2011年- ケルン国際家具見本市において、ハディ・テヘラーニデザインによる新シリーズ『+ARTEGIO』を発表。
- 2020年- 新型コロナウイルスの影響で倒産手続を申請。製造・販売は継続[1][2]。

## 市場
ポーゲンポールのキッチンは、ヨーロッパのほとんどの国と、アメリカ、中国、日本、インド、オーストラリア、ニュージーランド、ケニア、アラブ首長国連邦など、世界70カ国以上の国々で販売されている。
販売は、全世界で約420あるディーラーが運営するポーゲンポールスタジオを通じて行われている。近年は、先進主要国を主として現地法人を設立し、直営店も出店しており、ドイツとイギリスの9店舗を含む、37の直営店が存在する。

## 日本における販売
- 1976年に大沢商会が日本に始めて輸入し、販売を始めた。
- 1984年に大沢商会が会社更生法適用により倒産した際に、大沢商会のインテリア部門、および取扱ブランドを引き継いだ株式会社アクタスが、正規輸入代理店として現在までポーゲンポールの販売を行っている。
- 株式会社アクタスでのポーゲンポール販売拠点は、アクタス新宿店、アクタス心斎橋店の2店舗に併設する『ポーゲンポール スタジオ』で販売。
- 2010年3月:日本に設立された日本法人であるポーゲンポールジャパンが、東京・広尾にショールーム『ポーゲンポール デザインセンター』をオープンした。
- ポーゲンポールジャパンは新型コロナウイルスの影響により、ドイツ本社からの支援が受けられなくなった。ポーゲンポールジャパンは2020年6月1日に事業を停止して事後処理を弁護士に一任。ポーゲンポールジャパンは同年7月29日に東京地方裁判所から破産手続開始決定を受けた[1][2]。負債総額は約6億9000万円。
- ポーゲンポールジャパンは2021年3月2日に法人格が消滅した[3]。

2020年6月以降における日本での販売は、正規輸入代理店しての株式会社アクタスのみで行っている。